# Glandularia lilacina
Glandularia lilacina là một loài thực vật có hoa trong họ Cỏ roi ngựa. Loài này được (Greene) Umber mô tả khoa học đầu tiên năm 1979.